# Institut des sciences sociales, économiques et politiques
Cet article concerne l'école privée d'enseignement supérieur. Pour les autres significations, voir ISSEP.
L'Institut des sciences sociales, économiques et politiques (ISSEP) est une école privée d'enseignement supérieur à but non lucratif fondée en 2018 à Lyon. 
Fondé par Thibaut Monnier et Marion Maréchal, qui en est jusqu'en 2022 la directrice générale, il dispense à la fois un enseignement de management type école de commerce et de la culture générale.
Les formations et le « diplôme » de l'ISSEP n'étant pas reconnus par l'État, ils n'ont pas de valeur dans l'enseignement supérieur et ne peuvent donner lieu à aucune équivalence dans le système universitaire européen.

## Historique

### Genèse

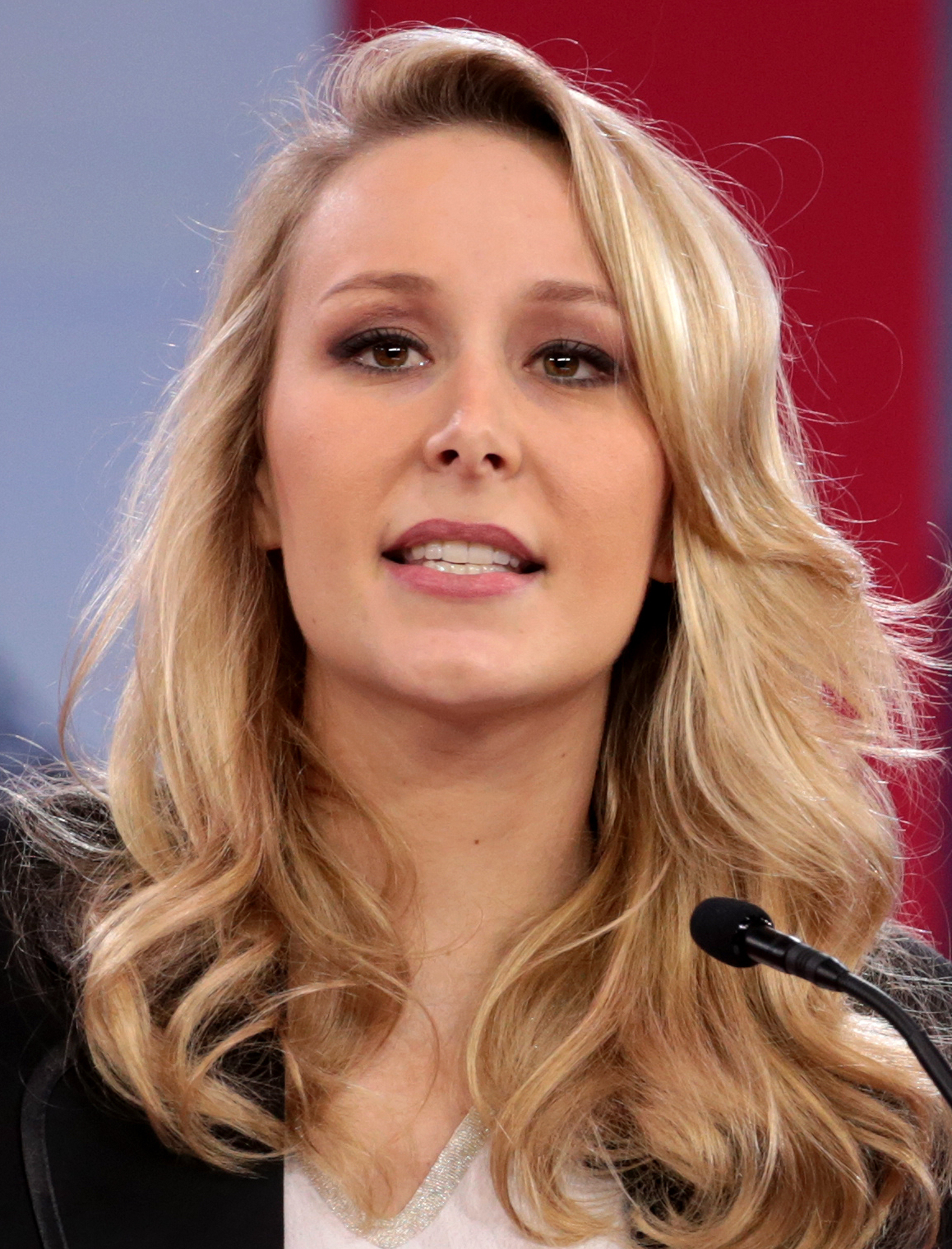
Marion Maréchal, cofondatrice de l'ISSEP.

Marion Maréchal fonde l'école avec Thibaut Monnier, conseiller régional RN d'Auvergne-Rhône-Alpes et secrétaire départemental du parti dans l'Isère, et avec le soutien opérationnel d'Agnès Marion, membre du conseil national du RN et ancienne candidate à la mairie de Lyon, via son imprimerie Saint-Joseph,. Thibaut Monnier indique avoir eu « l’idée de lancer une école à Lyon » avant que le projet ne se développe « dans [son] entourage ». Cinq mois après l'élection présidentielle de 2017, l'association est enregistrée le 30 octobre 2017 — les statuts étant déposés par Thibaut Monnier, Sylvain Roussillon et Amaury Navarranne — et domiciliée à Saint-Étienne, puis le site de l'ISSEP est créé le 13 novembre,. Thibaut Monnier propose à Marion Maréchal de s'associer au projet en décembre 2017 ; elle le rejoint en janvier 2018. Selon Le Figaro, l'initiative bénéficie des réseaux et du soutien de nombreux conseillers régionaux RN.
Il est conçu pour que sa « famille de pensée investisse davantage le champ de la métapolitique » dans sa conquête du pouvoir,. Il « ambitionne de former les futurs dirigeants de « la vraie droite » et « mener la guerre des idées » tel que le décrit L'Obs lors de son ouverture. Selon sa directrice, il s'agit d'« une école conservatrice » assumant « le souhait de former une nouvelle élite patriotique », avec pour ambition de constituer un « Sciences-Po de droite »,. Marion Maréchal se revendique d'Émile Boutmy et son souhait au XIXe siècle de répondre à la « faillite morale » de la classe politique. L'ancien député européen FN puis MNR Jean-Yves Le Gallou précise que « l'idée de Marion est de professionnaliser des sympathisants politiques ou responsables d'association sur qui la droite de la droite pourra s'appuyer si elle prend le pouvoir », une façon de « faire de la politique autrement » selon Marion Maréchal et « de former ses soutiens » d'après Paul-Marie Coûteaux. Pour Lyon Capitale, son but est de « former les directeurs de cabinet mais aussi les têtes pensantes du FN de demain ».
En date de novembre 2018, une quarantaine d'entreprises lyonnaises ont soutenu l'établissement.

### Statut et organisation
L'établissement de 360 m2 est situé dans le quartier de la Confluence à Lyon.
Son président honoraire est Patrick Libbrecht, ancien directeur général de la société agroalimentaire Materne. Selon les statuts de 2019, le bureau de l'ISSEP est présidé par le monarchiste Sylvain Roussillon, par ailleurs responsable de la société lyonnaise Janus International qui gère la communication de Marion Maréchal selon l'historien Grégoire Kauffmann, ce que l'intéressé dément. Pierre Meurin, ex-président des Jeunes pour la France, occupe le poste de directeur des études ; Christophe Bentz, depuis 2022 député Rassemblement national, celui de secrétaire général,.
Fondé sur une structure d'association à but non lucratif, le projet est au départ financé par des dons tenus secrets et prévoit d'arriver à l'équilibre financier au bout de quelques années. Son intérêt reste avant tout appuyé sur le nom de Marion Maréchal. Il s'agit d'une école privée hors contrat.
La première rentrée a lieu en octobre 2018. Quelque quatre-vingts étudiants y suivent des cours, dont une quinzaine en magistère 1,. La première promotion est placée sous le patronage de Georges Loustaunau-Lacau, dont elle prend le nom,.
En mai 2022, Marion Maréchal annonce qu'elle quitte la présidence de l'école, dans laquelle elle garde cependant des fonctions.

## Enseignement et financement
L'ISSEP délivre une formation en deux ans, dénommée magistère « Sciences politiques et management de projet », ouverte aux étudiants ayant validé un diplôme de niveau Bac+3 ou Bac+4, après une sélection sur dossier et un examen d'une durée de deux heures. L'enseignement est consacré pour moitié à la « direction des hommes et de projet » (management, communication, stratégie) et pour moitié aux humanités (sciences politiques et sociales, histoire, droit, philosophie, etc.). Les frais de scolarité s'élèvent à 5 500 €, pour environ cinq cents heures de cours (chiffre cependant revu à la baisse depuis). Cependant cette formation ne délivre pas de grade de Master, et ne forme pas à la recherche, en contradiction avec les principes des diplômes de magistère reconnus par l’État.  
Il propose également un programme de formation continue en dix week-ends, ouvert à tous pour près de 2 000 €.
Le 26 mars 2019, l'école est la cible d'une attaque revendiquée par « le groupe antifasciste Lyon et environs », qui vandalise sa vitrine .
La 5e promotion de formation continue prend le nom de Jean III Sobieski.
En 2021, la quatrième promotion de magistère prend le nom de Gustave Thibon.
D'après Le Journal du dimanche, l'ISSEP organise des formations pour les élus payées par des fonds publics au nom du droit à la formation, bien que l'école ne bénéficie pas de l'agrément du ministère de l'Intérieur pour former des élus et ne soit donc pas habilitée à le faire ou à toucher ces subsides.
La direction de la culture de la région espagnole Castille-et-León, pilotée par le parti d'extrême droite Vox, signe en 2023 un contrat avec l'ISSEP pour financer une formation. Cet octroi de financements publics déclenche une polémique en Espagne ; le député de centre droit Francisco Igea accuse le gouvernement régional d'utiliser « l'argent public pour favoriser les intérêts d'un parti politique spécifique » et dénonce « l'un des cas les plus flagrants de clientélisme que j'ai jamais vu dans l'administration publique ».

## Personnalités liées à l'école et intervenants
Dans l'organigramme du « conseil scientifique » figurent une quarantaine de figures plutôt conservatrices, dont l'homme politique et enseignant Patrick Louis (président), l'essayiste Jacques de Guillebon, le géopolitologue Pascal Gauchon, l'écrivain Yves-Marie Adeline, fondateur de l'Alliance royale, le philosophe Thibaud Collin ou encore le professeur de droit Guillaume Drago. Cet organigramme est notamment alimenté par les réseaux de Charles Millon,. Il compte également des personnalités étrangères telles que le professeur américain Paul Gottfried et le Britannique Raheem Kassam, conseiller de Nigel Farage. L'entrepreneur Charles Beigbeder a aidé à trouver des mécènes sans lui-même participer au financement. En 2020, parmi les enseignants, figurent notamment l'historien Jean Étèvenaux, les historiens du droit Jean-Luc Coronel de Boissezon et Philippe Pichot-Bravard, le journaliste Frédéric Pons ou encore des hauts gradés de l'armée tels que le général Bertrand de La Chesnais.
L'ISSEP accueille également des conférenciers, les premiers invités étant Laurent Obertone, Ivan Rioufol du Figaro, Éric Zemmour et François Bousquet,, mais aussi l'entrepreneur Laurent Alexandre.
Victoria Pourcher, ancienne membre du RN et ancienne conseillère du 8e arrondissement de Lyon, est directrice administrative de l'établissement.
Marion Maréchal dit espérer que son école soit « le terreau dans lequel tous les courants de la droite pourront se retrouver et s'épanouir ». Selon l'AFP, l'établissement ouvre ainsi ses portes à « tous les courants de l'extrême droite » tout en créant « des passerelles avec une droite plus traditionnelle », et que « le conservatisme sur les mœurs apparaît comme un trait d’union, notamment par le combat mené par la quasi-totalité des intervenants contre l’ouverture du mariage aux couples de même sexe ».
En 2022, la quasi-totalité de l'organigramme de l'ISSEP est engagée dans la campagne présidentielle d'Éric Zemmour : Thibaut Monnier, cofondateur de l'école, est notamment chargé du maillage territorial du parti Reconquête.

## Antenne à l'étranger et partenariats
En octobre 2020, l'ISSEP ouvre des locaux à Madrid. Selon Médiacités, cette antenne « s’appuie sur des cadres du parti patriote Vox » ; selon Mediapart, elle recrute parmi des nostalgiques du régime de Franco. Jaime Mayor Oreja, ministre espagnol de l'Intérieur de 1996 à 2001, figure parmi les intervenants.
L'ISSEP a également annoncé un partenariat avec l'université d'État de Saint-Pétersbourg et l'université Saint-Esprit de Kaslik au Liban.

## Absence de valeur du diplôme, difficultés financières et faible attractivité
La reconnaissance académique comme établissement d'enseignement supérieur privé est accordée le 4 janvier 2019 par le rectorat de Lyon, plusieurs mois après l'ouverture, à cause d'un dossier initial incomplet. Ce manque de reconnaissance académique freine le nombre d'inscriptions, et la formation ne bénéficie d'aucune reconnaissance par l'État. 
En 2021, trois ans après l'ouverture, Mediapart indique que l'école « vivote péniblement », et que la stratégie consistant à rebondir sur les débats qui animent l'université française est un échec. Alors que l'école promettait plus de quatre cents heures d'enseignement et une équipe d'une vingtaine de professeurs, son dossier ne contient plus que 90 heures de cours et des informations lacunaires sur à peine six professeurs. De plus, le « diplôme » de l'ISSEP n'a toujours aucune valeur dans l'enseignement supérieur et n'offre aucune équivalence, aucune université européenne n'ayant accepté de sponsoriser son enseignement. Au total, l'école a formé en trois ans 230 étudiants, la majorité en formation continue. Les trente-cinq étudiants de la promotion 2021 sont tous des candidats du Rassemblement national, des proches de Marion Maréchal ou des militants de groupuscules identitaires comme Génération identitaire, mouvement dissous par la justice la même année. 
En mars 2022, selon Le Monde, l'école est financée à 87,4 % par des dons, les revenus tirés par des étudiants ont baissé de 28,8 % en un an et les charges de l'Institut ont augmenté de 48,5 %. En 2021, 2 385 heures de travail de l'équipe de l'ISSEP relèvent du bénévolat. 

## Judiciaire
L'historien russe Oleg Sokolov, spécialiste de Napoléon Bonaparte à l'université d'État de Saint-Pétersbourg, fait partie du conseil scientifique de l'ISSEP jusqu'en novembre 2019. Il en est limogé après avoir avoué le meurtre et le démembrement de sa compagne dans le cadre de l'affaire Anastasia Iechtchenko.
En 2021 une plainte pour viol est déposée par une étudiante contre son ex-petit ami, Adrien R., membre de Génération identitaire, lors d'un stage d'intégration à l'école. L’enquête conclut à un non-lieu. Par ailleurs, une enquête préliminaire est ouverte pour harcèlement moral à l'encontre de la directrice administrative de l'établissement et d'un cofondateur. Elle est classée sans suite,.